# هانس كرول
هانس كرول (بالألمانية: Hans Kroll)‏ هو دبلوماسي ألماني، ولد في 18 مايو 1898 في Piekary Śląskie ‏ في بولندا، وتوفي في 8 أغسطس 1967 في شتارنبرغ في ألمانيا.

## وصلات خارجية
- هانس كرول على موقع مونزينجر (الألمانية)